# Pohlia sphagnicola
Pohlia sphagnicola là một loài Rêu trong họ Bryaceae. Loài này được (Bruch & Schimp.) Broth. miêu tả khoa học đầu tiên năm 1903.